# Rescate de Sanguily
El rescate de Sanguily fue una acción militar durante la primera guerra de independencia cubana contra las fuerzas reales españolas, conocida como la Guerra de los Diez Años, que fue llevada a cabo por el Mayor General independentista Ignacio Agramonte y 35 de sus mejores jinetes, el 8 de octubre de 1871. La acción se desarrolló en territorio camagüeyano. En la batalla se enfrentaron los 35 jinetes insurrectos 
a una tropa de infantería de más de 120 hombres, resultando victoriosos los primeros.

## Situación previa
El entonces brigadier cubano Julio Sanguily había sido levemente herido y capturado por las fuerzas españolas el día anterior, el 7 de octubre, pero uno de sus ayudantes logró escapar y le informó de la situación al general Agramonte, quien se encontraba acampado con 70 hombres, no muy lejos de allí. 

## Combate
Agramonte escogió a 35 jinetes -la mitad de sus tropas- y partió a rescatar al brigadier Sanguily. Ordenó a su subordinado, el joven capitán estadounidense Henry Reeve, que siguiera el rastro del enemigo a marchas forzadas.
Al divisar al enemigo, Agramonte y el capitán Palomino fueron los primeros en cargar contra los españoles, seguidos por Reeve y el resto de los cubanos.
En medio de la lucha cuerpo a cuerpo y aprovechando la confusión, el brigadier Sanguily escapó con los cubanos, dejando atrás varias bajas enemigas.

## Consecuencias
A pesar de haber sido solo una escaramuza, este hecho esparció los nombres de Ignacio Agramonte, Henry Reeve y Julio Sanguily por toda Cuba, convirtiéndolos en héroes a los ojos de los independentistas cubanos y provocó cierta desmoralización entre las tropas españolas en el Camagüey. 
Además, se logró rescatar con vida a un importante líder independentista cubano. Por otro lado, las fuerzas militares españolas adquirieron un desprecio especial por la figura de Agramonte, al punto de que vejaron su cadáver luego de su muerte en combate en 1873.